# Museo nazionale di belle arti del Vietnam
Il Museo nazionale di belle arti del Vietnam (in vietnamita Viện Bảo tàng Mỹ thuật Việt Nam) è un museo di Hanoi, capitale del Vietnam. Custodisce la collezione nazionale di belle arti ed è il principale museo d'arte del paese, seguito dal Museo di belle arti di Ho Chi Minh.
Il museo si trova al numero 66 di Nguyễn Thái Học, nel distretto di Ba Dinh, in un palazzo originariamente costruito nel 1937 come Collegio cattolico femminile della città. L'edificio venne scelto come sede del museo dal pittore Nguyễn Đỗ Cung nel 1963 e venne aperto al pubblico nel 1966.

## Collezioni
Le collezioni del museo sono formate da più di 18.000 oggetti che mostrano l'evoluzione dell'arte in Vietnam dalla preistoria ad oggi:
- Arte preistorica 
  - Età della pietra
  - Età del ferro
- Belle arti dall'XI al XIX secolo
  - Arte della dinastie Ly - Tran
  - Arte della dinastie Lê - Mạc - Lê Trung Hưng
  - Arte della dinastie Tây Sơn - Nguyễn
- Arte contemporanea (figurine del XX secolo)
  - Quadro e pittura composti prima della Rivoluzione (1925-1945)
  - Pittura e scrittura composte durante la guerra di resistenza contro i francesi (1945-1954)
  - Lacca e scultura moderne.
  - Moderni dipinti e sculture di seta
  - Dipinti di carta e sculture moderne
  - Dipinti ad olio e sculture moderni
- Arte applicata
- Arte popolare 
  - Pittura popolare
  - Dipinti di culto della montagna
- Ceramiche d'arte vietnamite dall'XI al XX secolo
  - Ceramica del periodo Ly-Tran (XI-XIV secolo)
  - Ceramiche dal XV al XIX secolo
  - Ceramica moderna (XX secolo)